# Holger Roed
Holger Peter Roed, född den 2 november 1846 i Köpenhamn, död den 20 februari 1874, var en dansk målare, son till Jørgen Roed.
Roed studerade vid akademien 1861-1866, försökte sig med Köpenhamnsmotiv och fiskartyper, väckte 1869 mycket uppseende med Scen ur syndafloden,  som förskaffade honom stora guldmedaljen, och Den förlorade sonen (båda i akademiens ägo). Åren 1870-72 vistades han i Paris och Italien. Ämnen från Nordens forntid sysselsatte honom alltsedan barndomen, men de kom aldrig längre än till teckningar. Roed är representerad vid bland annat Nationalmuseum i Stockholm.